# Пшезводи (гміна Вільчице)
Пшезводи (пол. Przezwody) — село в Польщі, у гміні Вільчиці Сандомирського повіту Свентокшиського воєводства.
Населення — 351 особа (2011).
У 1975-1998 роках село належало до Тарнобжезького воєводства.

## Демографія
Демографічна структура на день 31 березня 2011 року:
|          | Загалом | Допрацездатний вік | Працездатний вік | Постпрацездатний вік |
| -------- | ------- | ------------------ | ---------------- | -------------------- |
| Чоловіки | 173     | 33                 | 116              | 24                   |
| Жінки    | 178     | 40                 | 96               | 42                   |
| Разом    | 351     | 73                 | 212              | 66                   |